# Håkon Wium Lie

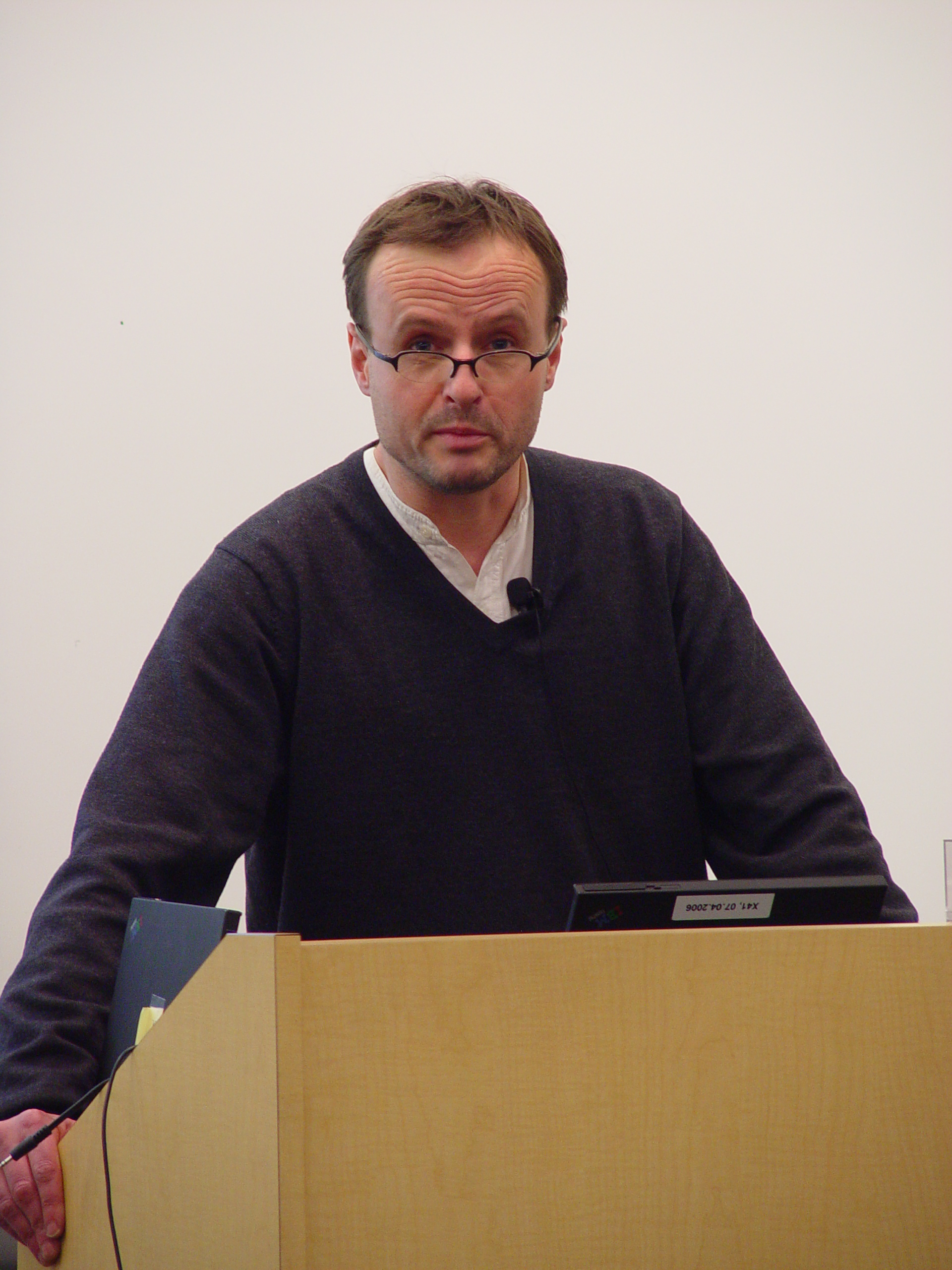
Håkon Wium Lie

Håkon Wium Lie (in 1965 geboren in Noorwegen) is sinds 1999 technisch directeur van Opera Software.
Hij is het bekendst omdat hij, tezamen met Bert Bos, de originele Cascading Style Sheets-standaard in 1994 heeft bedacht. Enkele van zijn werkgevers waren het W3C, INRIA, CERN, het MIT Media Lab, en de Noorse telecomresearch in Televerket.